# Zgornja Šiška

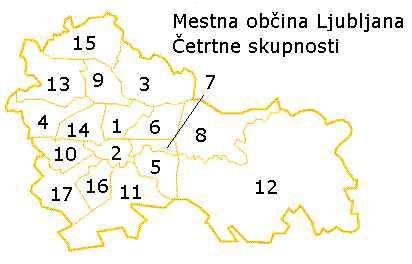
Městská část Šiška (14) na mapě Lublaně

Zgornja Šiška byla v minulosti samostatná ves na severozápad od Lublaně. V roce 1758 se zde narodil slovinský básník Valentin Vodnik. V roce 1914 se ves stala součástí Lublaně. Do roku 1990 tvořila Šiška – vzniklá spojením vsí Spodnja Šiška a Zgornja Šiška – a sousední městské části slovinského hlavního města Dravlje, Koseze, Šentvid, Vižmarje samostatnou občinu Lublaň-Šiška.